# Hội đồng Liên bang (Thụy Sĩ)
Hội đồng Liên bang (tiếng Đức: Bundesrat; tiếng Pháp: Conseil fédéral; tiếng Ý: Consiglio federale; tiếng Romansh: Cussegl federal) là nội các liên bang của Liên bang Thuỵ Sĩ. Hội đồng gồm bảy thành viên với vai trò là nguyên thủ quốc gia và chính phủ của Thuỵ Sĩ. Từ sau khi kết thúc Thế chiến II, Hội đồng Liên bang được quy ước là một chính phủ đại liên hiệp thường trực bao gồm đại diện của các đảng và vùng ngôn ngữ lớn.
Trong khi toàn bộ Hội đồng Liên bang chịu trách nhiệm lãnh đạo chính quyền liên bang Thuỵ Sĩ, mỗi Uỷ viên Hội đồng đứng đầu một trong bảy cơ quan hành pháp liên bang. Tổng thống Liên bang Thuỵ Sĩ chủ trì hội đồng, nhưng không thực hiện quyền hạn cụ thể nào; đúng hơn, chức vụ này là một trong những người đứng đầu đồng cấp trong số những người đồng cấp và luân phiên giữa bảy Uỷ viên Hội đồng hàng năm.
Hội đồng Liên bang do Quốc hội Liên bang Thuỵ Sĩ bầu ra với nhiệm kì 4 năm sau mỗi cuộc bầu cử Quốc hội Liên bang mà không thể bị bãi nhiệm hoặc bỏ phiếu bất tín nhiệm. Thành viên Hội đồng Liên bang không bị giới hạn nhiệm kì và theo quy ước hầu như luôn được tái cử; hầu hết đảm nhiệm chức vụ từ khoảng 8 đến 12 năm.

## Thành viên
Kể từ năm 2023, các thành viên của Hội đồng Liên bang, theo thứ tự thâm niên:
| Thành viên | Thành viên                | Chân dung | Bổ nhiệm            | Đảng                  | Bang         | Chức năng                                                                            |
| ---------- | ------------------------- | --------- | ------------------- | --------------------- | ------------ | ------------------------------------------------------------------------------------ |
|            | Alain Berset              |           | 1 tháng 1 năm 2012  | Đảng Dân chủ Xã hội   | Fribourg     | Tổng thống 2023 Bộ trưởng Bộ Nội vụ Liên bang                                        |
|            | Guy Parmelin              |           | 1 tháng 1 năm 2016  | Đảng Nhân dân Thụy Sĩ | Vaud         | Bộ trưởng Bộ Kinh tế, Giáo dục và Nghiên cứu Liên bang                               |
|            | Ignazio Cassis            |           | 1 tháng 11 năm 2017 | Đảng Tự do            | Ticino       | Bộ trưởng Bộ Ngoại giao Liên bang                                                    |
|            | Viola Amherd              |           | 1 tháng 1 năm 2019  | Đảng Trung dung       | Valais       | Phó Tổng thống năm 2023 Bộ trưởng Bộ Quốc phòng, Bảo vệ Dân sự và Thể thao Liên bang |
|            | Karin Keller-Sutter       |           | 1 tháng 1 năm 2019  | Đảng Tự do            | Sankt Gallen | Bộ trưởng Bộ Tài chính Liên bang                                                     |
|            | Albert Rösti              |           | 1 tháng 1 năm 2023  | Đảng Nhân dân Thụy Sĩ | Bern         | Bộ trưởng Bộ Môi trường, Giao thông vận tải, Năng lượng và Truyền thông Liên bang    |
|            | Élisabeth Baume-Schneider |           | 1 tháng 1 năm 2023  | Đảng Dân chủ Xã hội   | Jura         | Bộ trưởng Bộ Tư pháp và Cảnh sát Liên bang                                           |

### Thay đổi về thành phần

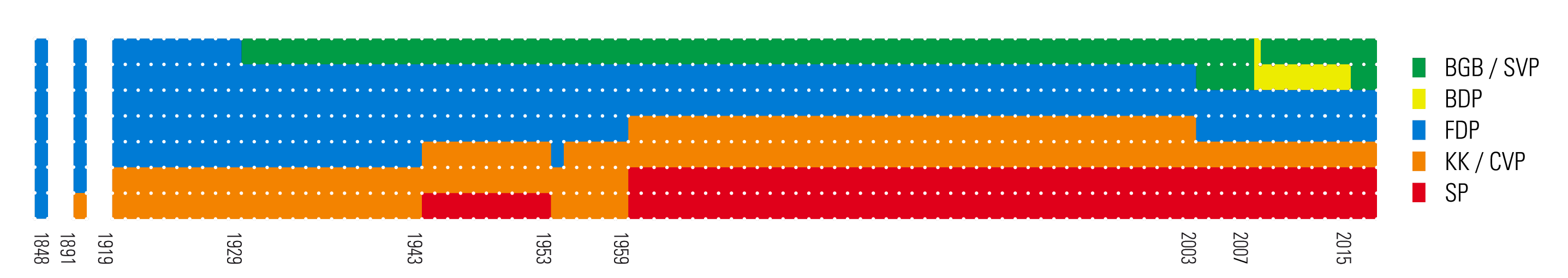
Thành phần Hội đồng Liên bang theo chính đảng, 1919 tới 2017

### Tổng thống

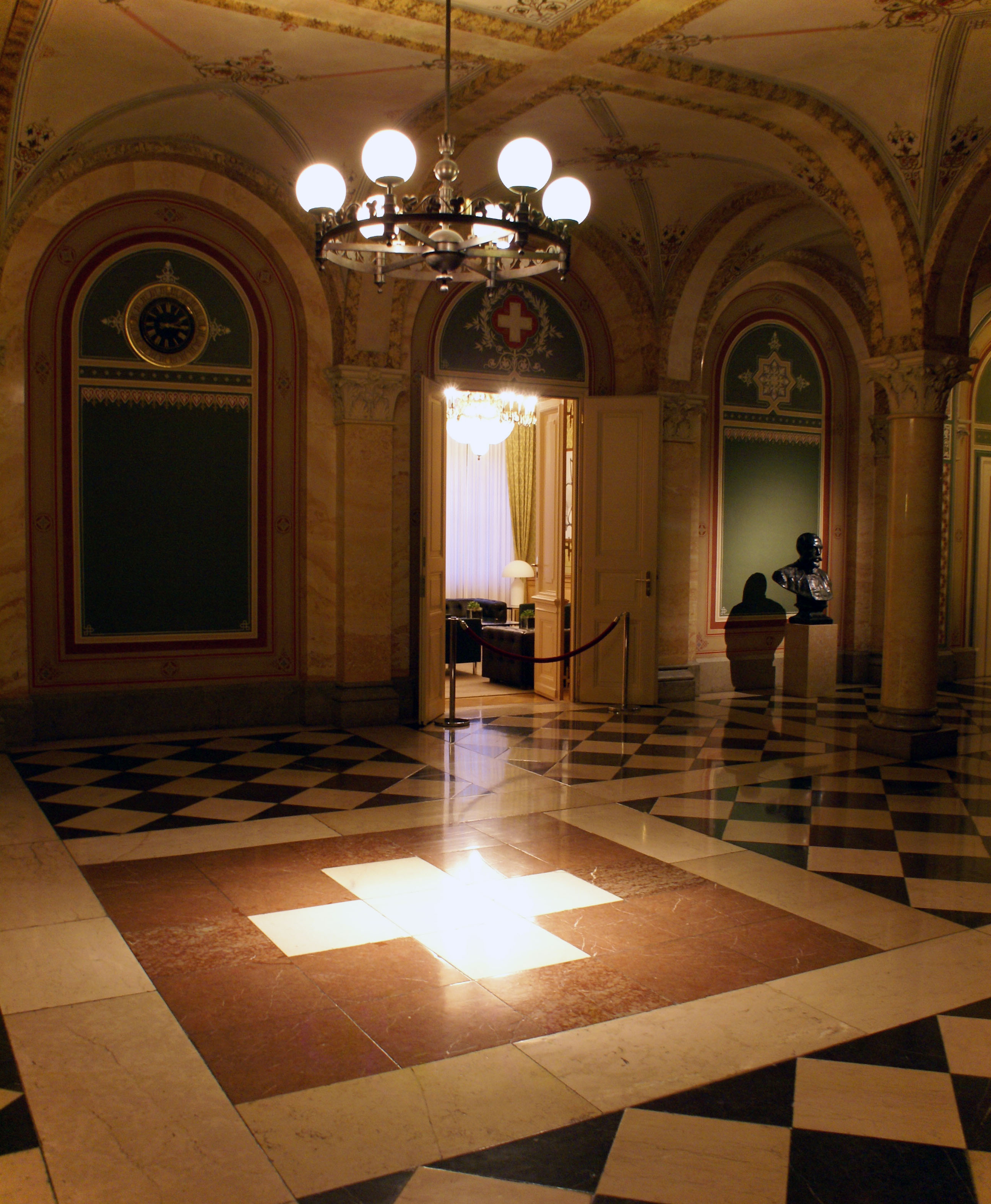
Bên trong cánh phía tây của Cung điện Liên bang ở Berne, nơi tổ chức các cuộc họp của Hội đồng.

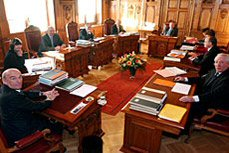
Một cuộc họp Hội đồng Liên bang vào năm 2006

### Cuộc họp Hội đồng

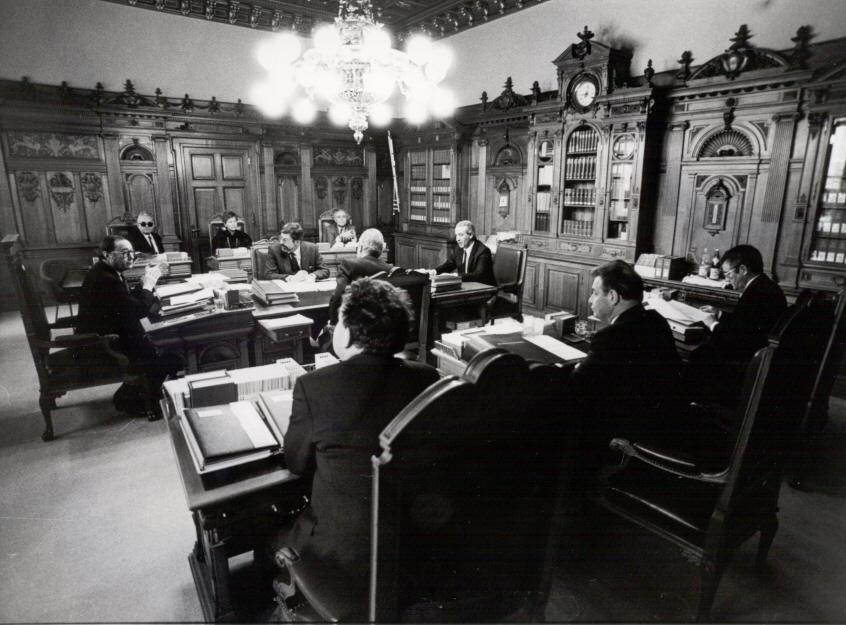
Trước một cuộc họp, 1987

### Chế độ bầu cử

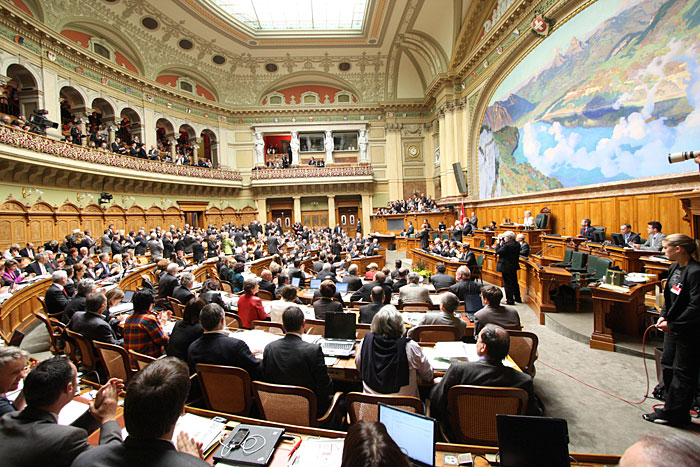
Bầu cử 2006 của Hội đồng Liên bang trong Quốc hội Liên bang

### Đời sống

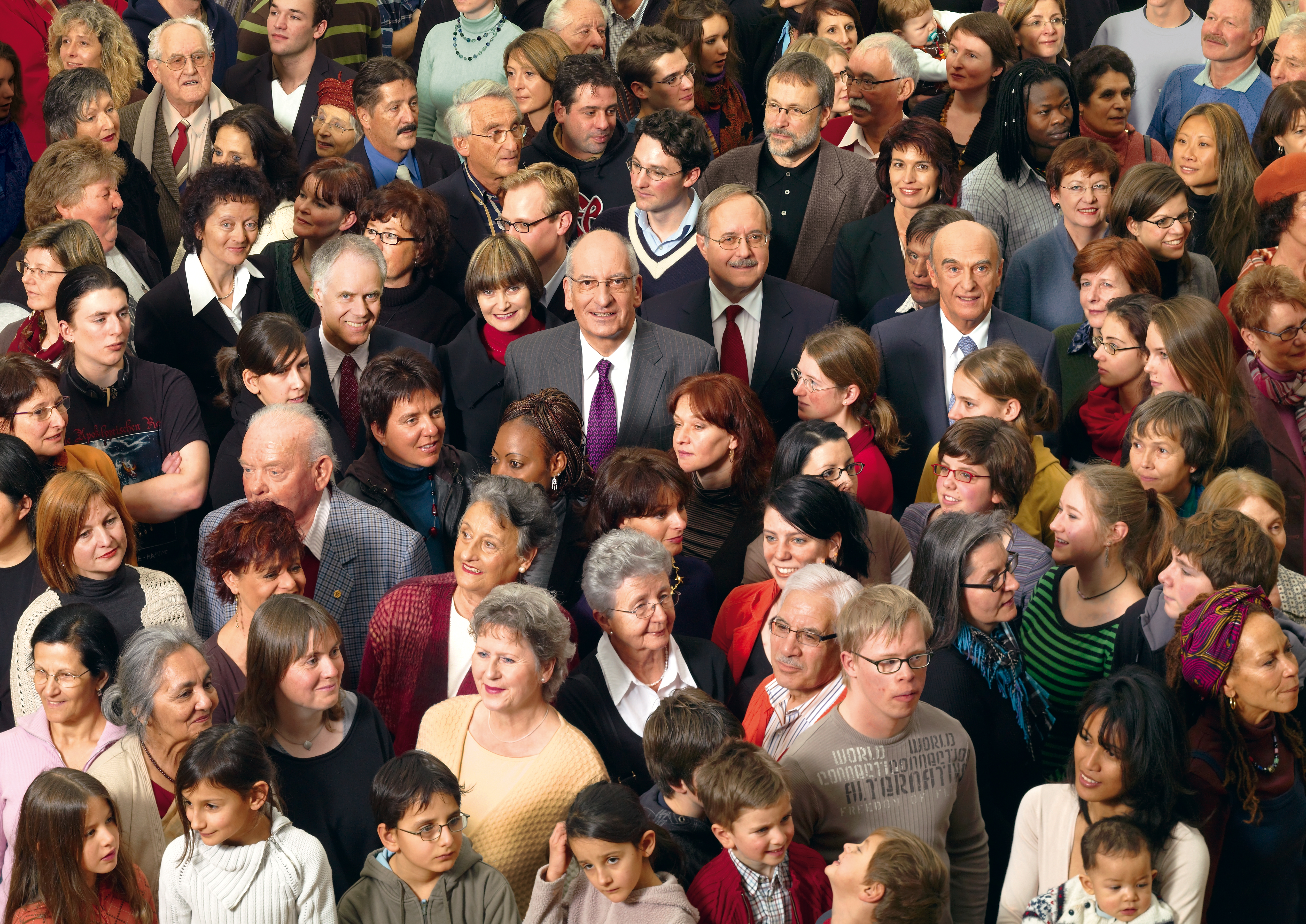
Những khuôn mặt trong đám đông: Để phù hợp với tinh thần dân chủ trực tiếp Thụy Sĩ, bức ảnh chính thức năm 2008 của Hội đồng Liên bang đã miêu tả họ như mọi người.

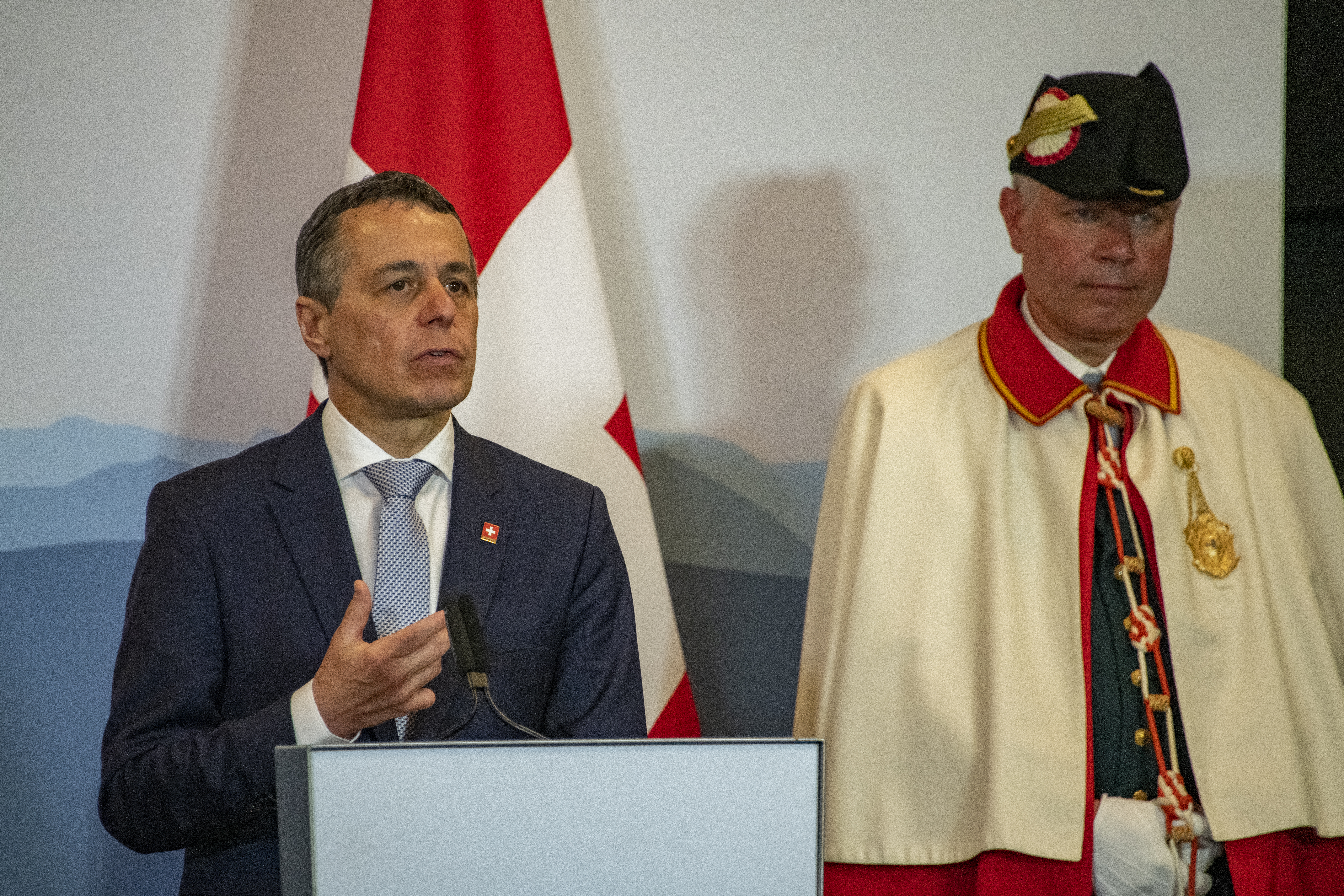
Ủy viên Hội đồng Liên bang Ignazio Cassis phát biểu vào năm 2019 cùng với Bundesweibel

### Lương

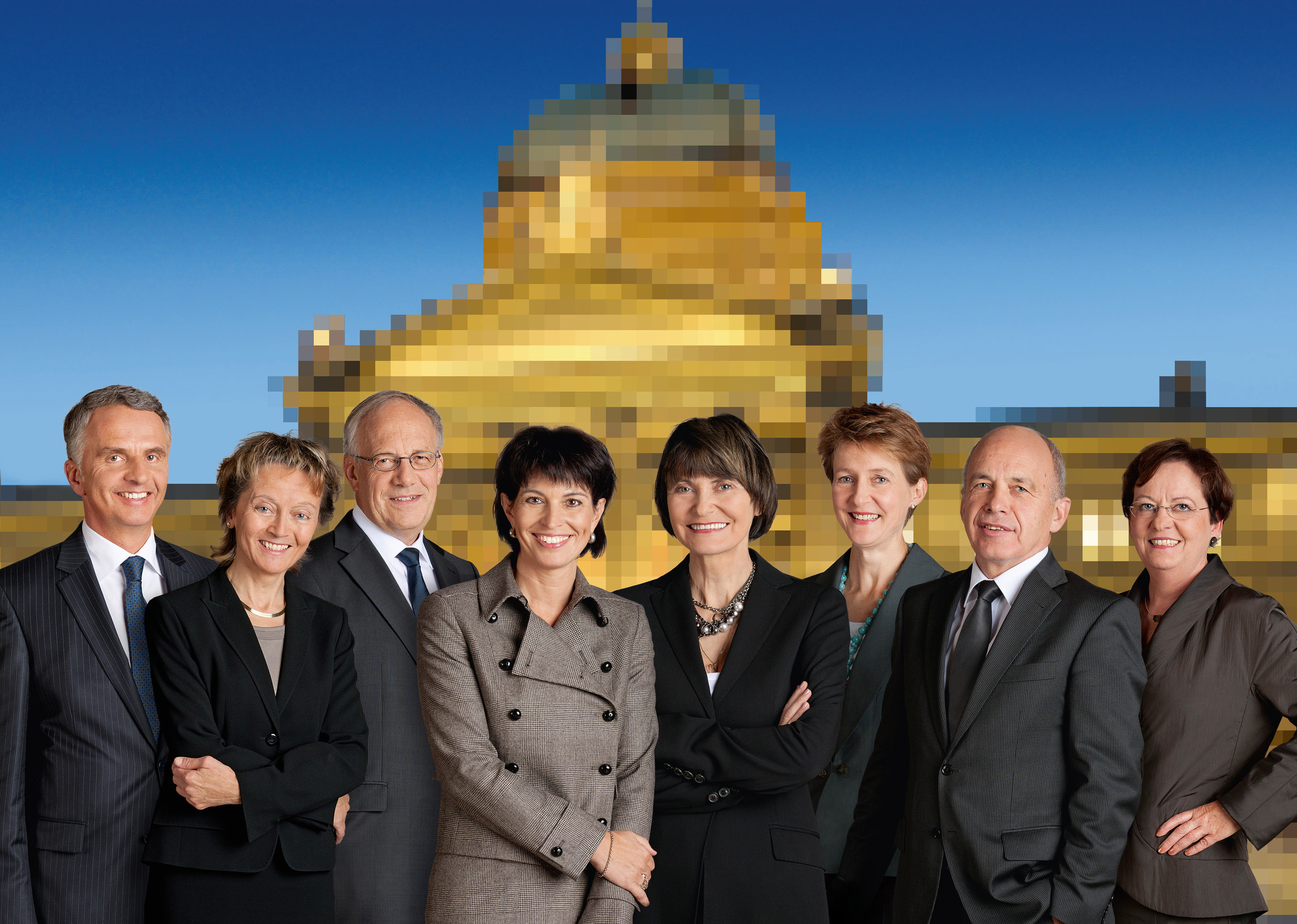
Hội đồng Liên bang đầu tiên với đa số là phụ nữ (2010).